# Rodrigo Rangel
Rodrigo Rangel (Vitória, 24 de março de 1979) é um jornalista brasileiro. Trabalhou nos jornais O Globo, O Estado de S.Paulo e Correio Braziliense e nas revistas Veja, IstoÉ e Época. Dirigiu a redação da revista digital Crusoé. Atualmente, tem uma coluna de notícias e reportagens no portal Metrópoles.

## Biografia
Rodrigo Rangel Costa nasceu em Vitória, no Espírito Santo. Formou-se em Comunicação Social/Jornalismo na Universidade Federal do Espírito Santo, onde ingressou em 1997. Começou a trabalhar em redações ainda no início do curso. Primeiro, na rádio da própria universidade. Depois, na rádio CBN em Vitória. Durante a graduação, paralelamente ao trabalho na CBN e à graduação em jornalismo, passou a colaborar com o jornal O Globo a partir da capital capixaba. Produziu reportagens investigativas sobre as ligações do poder local com o crime organizado e cobriu, entre outros assuntos, o trabalho da força-tarefa federal enviada ao estado para apurar a infiltração de grupos criminosos nas instituições do estado, como a Assembleia Legislativa.
Mudou-se para Brasília em 2003, para trabalhar no jornal Correio Braziliense. Na capital federal, onde vive desde então, seguiu produzindo reportagens investigativas, especialmente na área política. Depois do Correio, passou pelas sucursais de alguns dos principais veículos do país, em diferentes posições, de repórter a repórter especial e editor, sem nunca deixar a linha de frente da apuração: O Globo novamente, IstoÉ, Época, O Estado de São Paulo e Veja. Na Veja, foram oito anos. Deixou a posição de editor-executivo da revista para assumir o projeto da Crusoé, em 2018. Rangel chefiou a redação da Crusoé, a primeira revista integralmente digital do Brasil, até o início de 2022. Em seguida, a convite da jornalista Lilian Tahan, assumiu uma coluna de notícias e reportagens no portal Metrópoles, com sede em Brasília.

## Reportagens

### Início da carreira
Ainda no Espírito Santo, enquanto cursava a graduação em jornalismo, Rodrigo Rangel fez reportagens agraciadas com prêmios locais e nacionais. Pela CBN, por exemplo, investigou casos de violência contra crianças em situação de rua em Vitória e revelou esquemas de corrupção envolvendo o então governador do estado, José Ignácio Ferreira, e o então presidente da Assembleia Legislativa, José Carlos Gratz, apontado àquela altura como um dos chefes da chamada máfia capixaba. Por O Globo, a partir de Vitória, atuou na apuração de uma série de reportagens sobre um mercado de venda de sentenças no Tribunal Regional Federal da 2ª Região, em parceria com Chico Otavio, Bernardo de La Peña e Renato Garcia. A série foi agraciada como o Prêmio Esso de Jornalismo de 2002.

### Em Brasília
Já em Brasília, integrou, com Eumano Silva, Matheus Leitão e Thiago Vitale, a equipe do Correio Braziliense que produziu uma série de reportagens, também premiada com o Esso, que trouxe revelações sobre a Guerrilha do Araguaia. Na sucursal de O Globo na capital federal, publicou reportagem que o jornalista Ricardo Kotscho, ex-secretário de imprensa da Presidência da República, apontou como o caso inaugural de corrupção do governo de Luiz Inácio Lula da Silva: uma viagem a Buenos Aires da então ministra Benedita da Silva, à custa dos cofres públicos, para participar de um encontro evangélico. Ainda em O Globo, bem antes de Delúbio Soares ganhar os holofotes da política nacional como um dos operadores do chamado mensalão, Rangel revelou a partir de uma investigação própria que, logo após coordenar as finanças da vitoriosa campanha de Lula ao Palácio Planalto, o poderoso tesoureiro do PT vinha investindo quantias vultosas de dinheiro em espécie na expansão da propriedade rural de sua família, no interior de Goiás. A lista de reportagens publicadas no diário carioca inclui ainda uma investigação sobre brasileiros recrutados ilegalmente para trabalhar como mercenários no Iraque.

### Época e IstoÉ
Na IstoÉ, entre outras reportagens de repercussão, revelou a existência de uma investigação secreta do serviço antiterrorismo da Polícia Federal sobre um esquema de contrabando de minério radioativo extraído da Amazônia brasileira e um rumoroso processo em que um amigo do então ministro das Comunicações do governo Lula, Hélio Costa, foi beneficiado por um acordo milionário com a Telebras, estatal sob o seu comando.
Já na Época, foi o responsável por uma capa que quebrou um tabu nos quartéis brasileiros: a reportagem contava a história de dois sargentos que se assumiram como o primeiro casal homoafetivo do Exército. Os militares acabariam punidos, na sequência, pelo alto comando da corporação. Um deles chegou a ser preso. Também na revista Época, produziu reportagens sobre a atuação dos guerrilheiros colombianos das Farc na fronteira com o Brasil e uma das últimas entrevistas de Raúl Reyes, um dos comandantes da guerrilha, que viria a ser morto em um ataque a bomba no meio da selva em 2008.

### Estadão: Caso Sarney e atos secretos
Em O Estado de São Paulo, publicou, com os colegas Leandro Colon e Rosa Costa, uma das séries de reportagens de maior repercussão da história centenária do jornal: o Caso Sarney, com revelações sobre suspeitas de corrupção envolvendo a família de José Sarney, então presidente do Senado e ex-presidente da República, e sobre atos editados secretamente por ele para distribuir privilégios a aliados e familiares às expensas dos cofres do Congresso Nacional. Em razão da série, Fernando Sarney, filho do ex-presidente, obteve na Justiça de Brasília uma decisão que impediu o jornal de publicar novas reportagens acerca do assunto. Foi a censura mais longa já sofrida pelo Estadão. A decisão foi derrubada anos depois pelo Supremo Tribunal Federal.

### Veja
Na Veja, Rodrigo Rangel também publicou reportagens de grande repercussão. É o caso de uma capa da revista que trouxe à luz declarações de Marcos Valério, o principal operador do mensalão, nas quais ele revelava que o então presidente Lula sempre soube da existência do esquema, destinado a comprar apoio para o governo federal no Congresso. Também é assinada por Rangel a primeira reportagem a revelar a atuação do fazendeiro José Carlos Bumlai, amigo pessoal de Lula, como lobista junto ao governo e, em especial, ao Palácio do Planalto. Bumlai viria a se tornar, anos mais tarde, alvo de investigações da Polícia Federal e do Ministério Público Federal.
Sob o comando de Policarpo Júnior, chefe da sucursal brasiliense da revista, vieram outras apurações de relevo. Em 2011, por vezes em parceria com colegas como Daniel Pereira e Hugo Marques, Rodrigo Rangel produziu reportagens que resultaram em sucessivas quedas de ministros da então presidente Dilma Rousseff por suspeita de corrupção – a onda de demissões no primeiro escalão do governo ficou conhecida como “faxina ética”. Entre os ministros demitidos em razão de revelações assinadas por Rangel nas páginas de Veja estavam Orlando Silva, do Ministério do Esporte, e Wagner Rossi, do Ministério da Agricultura. No curso da apuração sobre suspeitas de desvios na gestão de Rossi, Rangel foi agredido por um lobista que, mesmo sem ser funcionário, despachava frequentemente dentro do ministério graças às ligações com o ministro. A agressão, assim como a reportagem, ganhou repercussão nacional.
Em setembro de 2014, em outra reportagem de capa da Veja, a partir dos detalhes da delação premiada de Paulo Roberto Costa, ex-diretor da Petrobras, Rodrigo Rangel mostrou em primeira mão que a Operação Lava Jato, deflagrada meses antes, avançaria brevemente sobre a nata da política nacional, o que depois acabou se confirmando, com a consolidação daquela que é a maior investigação anticorrupção da história do país. Era a gênese do escândalo bilionário que, logo depois, viria a ser chamado de petrolão: a reportagem mostrava que as primeiras investigações na Petrobras eram só a ponta de um caso bem mais complexo, que atingiria em cheio a elite política brasileira. Na sequência vieram outras revelações sobre frentes da operação que ainda eram desconhecidas do grande público, como a que desvelaria que o marqueteiro João Santana, responsável pelas campanhas presidenciais de Lula e Dilma Rousseff, foi pago com dinheiro sujo proveniente dos desvios na Petrobras.
Ainda na Veja, Rangel revelou, a partir de uma minuciosa apuração própria, a proximidade entre o ministro Gilmar Mendes, do Supremo Tribunal Federal, e os irmãos Joesley e Wesley Batista, donos da gigante JBS que se tornaram delatores na Lava Jato.

## Crusoé

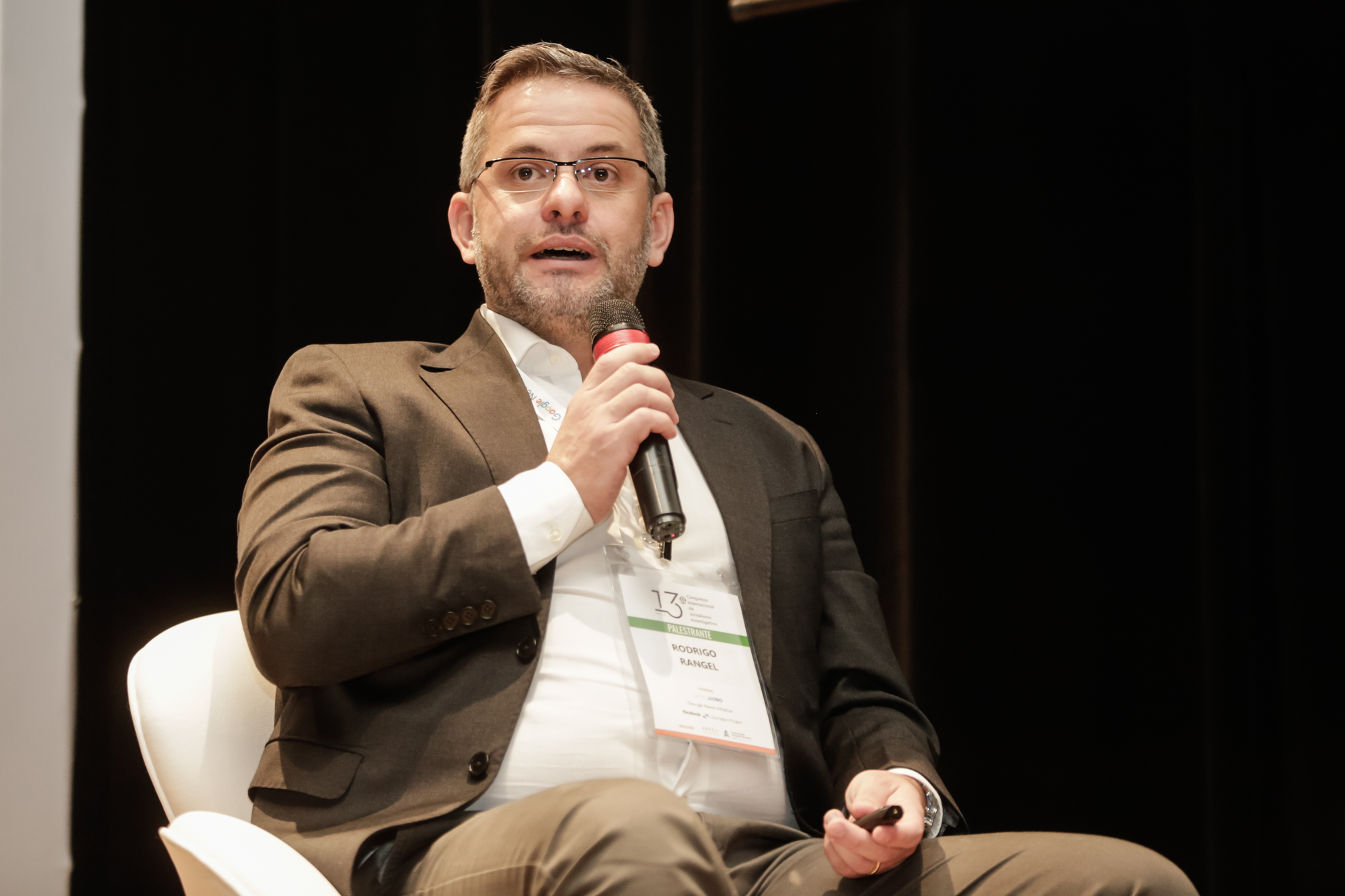

No início de 2018, Rodrigo Rangel deixou a Veja para se dedicar ao projeto de uma nova revista, inteiramente digital, dedicada à cobertura de poder. A convite dos jornalistas Mario Sabino e Diogo Mainardi, sócios do site O Antagonista, passou então a trabalhar no que viria a ser a Crusoé. À altura do convite, a revista nem sequer tinha nome ainda. Coube a Rangel montar a equipe e preparar o lançamento de uma publicação que já nascia diferente, disposta a cobrir os poderes da República sem amarras, abrindo mão de publicidade oficial justamente para garantir plena liberdade para seus jornalistas.
Em seus dois primeiros anos de existência, a Crusoé já havia se consolidado entre os veículos de comunicação de alcance nacional. Nesse período, a revista publicou várias reportagens de grande repercussão, sobre personagens de todos os poderes e dos mais variados espectros da cena política brasileira, de Lula a Jair Bolsonaro.
No front do Judiciário, a Crusoé revelou que, já no Supremo Tribunal Federal, o ministro Dias Toffoli recebia transferências regulares de dinheiro do escritório de advocacia de sua mulher. Também trouxe ao conhecimento público a existência de um documento em que o empreiteiro Marcelo Odebrecht dizia ser Toffoli o personagem que em mensagens internas da Odebrecht (atual Novonor) era tratado como “o amigo do amigo de meu pai”. A reportagem, publicada em abril de 2019, gerou uma situação inusitada: a Crusoé foi censurada por ordem do STF. O ministro Alexandre de Moraes, colega de Toffoli no tribunal, determinou que o texto fosse retirado do ar. A decisão, tomada nos autos de um polêmico inquérito aberto por ordem do próprio Toffoli para apurar ofensas e ameaças a integrantes da corte, foi revisada dias depois. A reportagem era assinada por Rangel.
Nesse período, a Crusoé publicou ainda outras apurações sobre personagens relevantes das altas cortes brasileiras. Mostrou, por exemplo, os patrocínios secretos de empresas à faculdade de Gilmar Mendes e um levantamento sobre o patrimônio do ministro. Mais recentemente, a revista publicou os documentos de uma apuração preliminar da Lava Jato sobre as ligações de Dias Toffoli com as empreiteiras Odebrecht e OAS. Também é da Crusoé a reportagem, assinada pelo repórter Fabio Serapião, que revelou que a primeira-dama Michelle Bolsonaro recebeu duas dezenas de cheques de Fabrício Queiroz, o amigo do presidente investigado como operador de um esquema de desvio de dinheiro no antigo gabinete de Flávio Bolsonaro na Assembleia Legislativa do Rio de Janeiro.

## Outros trabalhos
No Metrópoles, Rodrigo Rangel também publicou diversas reportagens de repercussão. Uma delas revelou casos de assédio sexual e moral na cúpula da Caixa Econômica Federal durante o governo do então presidente Jair Bolsonaro. As reportagens levaram à queda de Pedro Guimarães, que comandava o banco e era um dos integrantes do governo mais próximos a Bolsonaro. Pelo trabalho, o jornalista ganhou o Prêmio Latino-Americano de Jornalismo de Investigação de 2022, concedido pelo Instituto Prensa y Sociedad e pela Transparência Internacional (IPYS). 
Ainda no Metrópoles, Rangel mostrou que um ministro do Supremo Tribunal Federal viajou a bordo de um jato particular de propriedade de um advogado para assistir à final da Champions League, em Paris, em 2022. Numa apuração em parceria com outros repórteres da coluna, o jornalista mostrou que, a despeito de ter dito em um discurso que a classe média brasileira esbanja dinheiro com gastos desnecessários, o presidente Luiz Inácio Lula da Silva consumia vinhos caros, de primeira linha, e levava uma vida de luxo após deixar a prisão e antes de voltar à Presidência. A mesma reportagem apontou que Lula, mesmo depois das descobertas da Operação Lava Jato, seguia mantendo relações próximas com o topo do PIB brasileiro. 
Também no Metrópoles, já no início de 2023, em outra reportagem especial, Rangel mostrou como o coronel do Exército Mauro César Cid, ajudante de ordens de Jair Bolsonaro na Presidência da República, foi responsável por uma espécie de caixa paralelo destinado a bancar despesas da então família presidencial. Logo após a reportagem jogar luz sobre a trama, Lula, já em seu terceiro mandato como presidente, ordenou que o então comandante do Exército, general Júlio César de Arruda, cancelasse a nomeação de Cid para o comando de um batalhão de operações especiais com sede em Goiânia. Após se recusar a cumprir a ordem, o general foi demitido pelo presidente. 
Em mais uma reportagem, a coluna de Rodrigo Rangel mostrou como a então primeira-dama Michelle Bolsonaro se beneficiava do caixa administrado por Cid, inclusive com pagamentos de faturas de um cartão que ela usava para despesas particulares, mas estava em nome de uma amiga, funcionária do Senado Federal. A mesma reportagem revelou bastidores inéditos dos palácios presidenciais durante o governo  Bolsonaro.
Depois, com base em mensagens de áudio e outros documentos, o jornalista mostrou como um ex-sócio do senador Flávio Bolsonaro vinha ameaçando contar graves segredos da época em que ambos foram parceiros, como tentativas de traficar influência no governo de Jair Bolsonaro e pagamentos para garantir o silêncio de Fabrício Queiroz, operador do chamado esquema das rachadinhas.

## Prêmios

### Prêmio Capixaba de Jornalismo
- 2000

- 2001

### Prêmio Líbero Badaró[51]
- 2002

### Prêmio Esso[52]
- 2002 (Jornalismo)

- 2003 (Regional Centro-Oeste)

- 2009 (Reportagem)

### Prêmio da Editora Globo[53]
- 2008 (Jornalista do Ano)

### Prêmio Estadão de Jornalismo[54]
- 2009

### Prêmio Imprensa Embratel[55]
- 2010 (Grande Prêmio Barbosa Sobrinho)

### Prêmio Latino-Americano de Jornalismo de Investigação[56]
- 2010 (segundo lugar)
- 2022 (primeiro lugar)

### Prêmio Abril de Jornalismo[57]
- 2012

- 2013

- 2014

- 2016

- 2017